# 霍玉珍
霍玉珍（1954年4月—），女，吉林长春人，中华人民共和国政治人物、外交官。

## 生平
1976年，进入中华人民共和国外交部工作，任驻捷克斯洛伐克大使馆职员。1981年，任外交部苏联东欧司职员，后任随员。1983年，赴布拉格查理大学哲学院进修两年。1985年，任驻捷克斯洛伐克大使馆随员，后任三等秘书。1987年，任外交部苏联东欧司三等秘书。1989年，在外交学院进修英语。1991年，任外交部欧亚司二等秘书。1992年，任驻捷克大使馆二等秘书，后升一等秘书。1996年，任外交部欧亚司一等秘书。1998年，任驻捷克大使馆参赞。2001年，任外交部欧亚司参赞。2002年，任外交部欧亚司副司长。2004年，任外交部欧洲司副司长。2006年6月，出任中华人民共和国驻捷克大使。2010年，任外交部大使。2011年12月，出任中华人民共和国驻罗马尼亚大使。2015年1月，自驻罗马尼亚大使离任。同年，任首任外交部中国－中东欧国家合作事务特别代表。2022年，卸任特别代表一职。

## 家庭
已婚，有一子。